# مانوئل پلگرینا
مانوئل پلگرینا (انگلیسی: Manuel Pelegrina؛ ۱۹۲۰ – ۲۳ نوامبر ۱۹۹۲) بازیکن فوتبال اهل آرژانتین بود.
از باشگاه‌هایی که در آن بازی کرده‌است می‌توان به باشگاه فوتبال استودیانتس و باشگاه فوتبال اتلتیکو هوراکان اشاره کرد.
وی همچنین در تیم ملی فوتبال آرژانتین بازی کرده‌است.